# Acidaliastis
Acidaliastis is een geslacht van vlinders uit de familie van de spanners (Geometridae). De wetenschappelijke naam is voor het eerst geldig gepubliceerd in 1896 door George Francis Hampson. De typesoort Acidaliastis micra die Hampson beschreef was een kleine mot met een spanwijdte van 10 mm, verzameld in Aden in Jemen.

Acidaliastis in de Iconographia Zoologica

Acidalia op de Iconographia Zoologica

## Soorten
- Acidaliastis bicurvifera L.B. Prout, 1916
- Acidaliastis curvilinea (L.B. Prout, 1912)
- Acidaliastis micra Hampson, 1896
- Acidaliastis prophanes L.B. Prout, 1922
- Acidaliastis systema D.S. Fletcher, 1978